# 哈爾湖 (奧爾施塔特)
47°39′20″N 11°13′24″E / 47.65563°N 11.22325°E

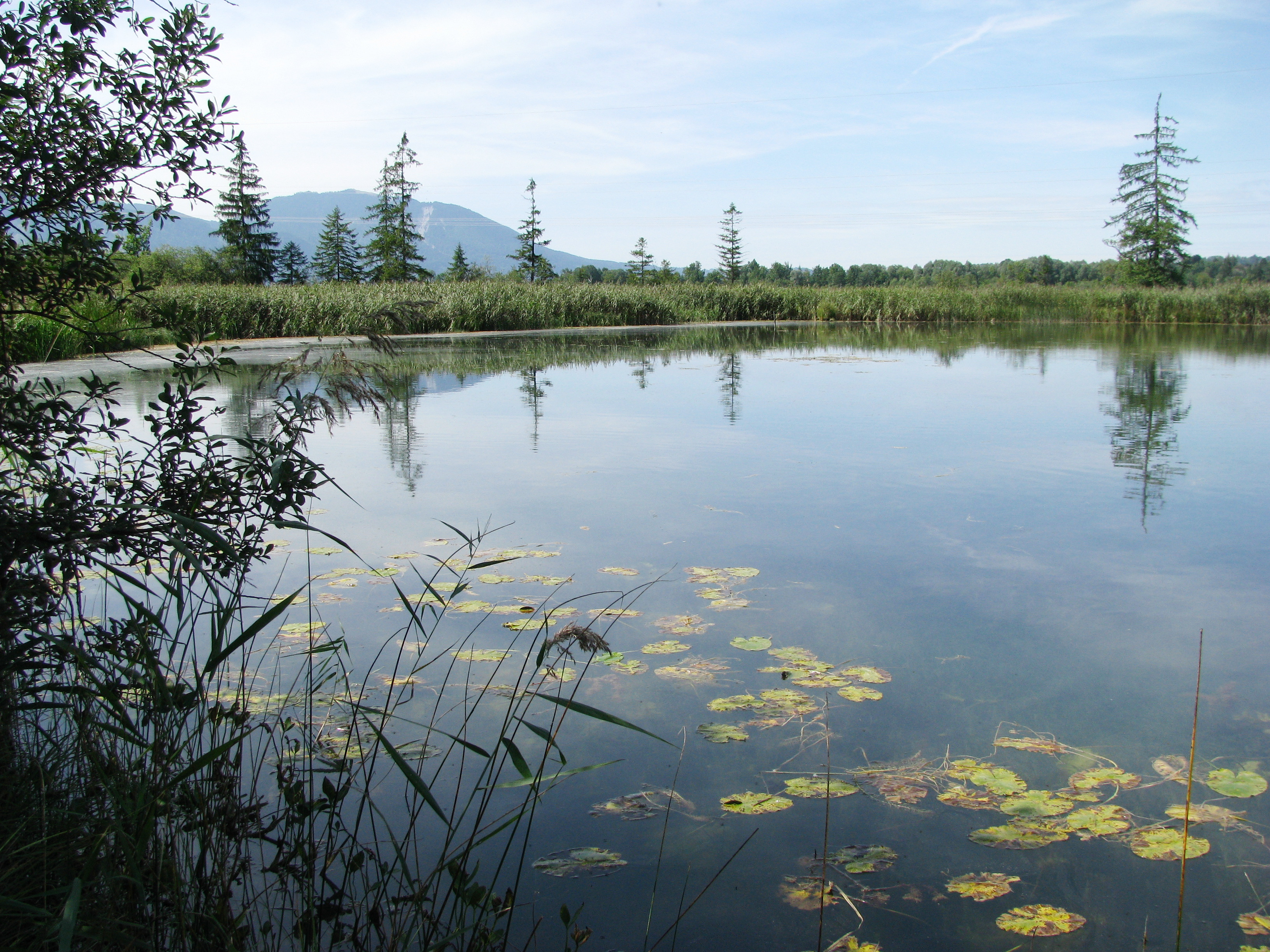

哈爾湖（德語：Haarsee），是德國的湖泊，位於該國東南部，由巴伐利亞州負責管轄，處於奧爾施塔特附近，長0.18公里、寬0.11公里，海拔高度619米，每年平均降雨量1,715毫米。